# Aberdeen (Maryland)
Aberdeen mintegy tizenötezer lakosú kisváros az Amerikai Egyesült Államok Maryland államában, Harford megyében.